# Zoochosis
Zoochosis es un videojuego de terror de supervivencia desarrollado y publicado por Clapperheads. Se anunció el 16 de enero de 2024   y se lanzó el 30 de septiembre en Windows.  El juego ha llamado la atención por su premisa, centrándose en el papel del jugador como cuidador del zoológico encargado de crear vacunas y curar animales mutados. 

## Jugabilidad
En Zoochosis, los jugadores asumen el papel de Paul, el cuidador del zoológico, que experimenta su primer turno de noche, durante el cual descubren que los animales del zoológico han comenzado a mutar, como jirafas, cebras, elefantes, alces, hipopótamos, gorilas, pingüinos y ualabíes . El juego gira en torno a la fabricación de vacunas, la curación de los animales mutados y el desentrañar el misterio detrás de la repentina epidemia del zoológico.  
Los desarrolladores han indicado que el juego contará con varios finales posibles, que variarán dependiendo de las decisiones del jugador respecto a qué animales rescatar y cuáles evitar. 
Además, Zoochosis se juega desde la perspectiva de una cámara corporal, lo que agrega una capa de inmersión a la experiencia. 

## Trama
El 8 de septiembre de 1993, Paul Connelly tiene mala suerte por no poder mantener a su esposa e hija, lo que lo lleva a trabajar en el Zoológico de Pine Valley como el nuevo cuidador del zoológico. Su empleador, Oliver Metzger, le encarga observar los hábitats y asegurarse de cuidar a los animales cuando se enferman, por lo que le pagará a Paul dinero para ayudar a su familia en la mañana.
Cuando Paul comienza su primer día, se sorprende al descubrir que algunos de los animales tienen pequeños parásitos que los mutarán y poco a poco los convertirán en monstruos. Más tarde, Paul descubre que Oliver le había inyectado uno de ellos como una forma de "protegerlo" de ser devorado, pero comenzará a mutar si los animales mutantes lo atacan. Mientras se prepara para hacer carne (el zoológico utiliza carne humana para aliviar los parásitos), Paul luego se reúne con la periodista Sarah Watkins, donde el dúo trabaja junto para encontrar la fuente de los parásitos y detener los crímenes continuos de Oliver.
Finalmente, Sarah obtiene acceso al sistema informático del zoológico y descubre que el zoológico es en realidad una instalación de investigación secreta del gobierno que alberga a la "Madre", la fuente de los parásitos. Oliver ha estado atrayendo a los cuidadores del zoológico e infectándolos con parásitos, ya que Madre solo puede alimentarse de formas de vida infectadas. Sin embargo, si pueden sintetizar una toxina a partir de la sangre de un parásito hembra y dársela a la Madre, pueden matarla, lo que provocará la muerte de todos los parásitos que ha dado a luz y curará a sus huéspedes, incluido Paul.
Hay numerosos finales para el juego, muchos de los cuales terminan con Paul siendo alimentado a Madre o mutando completamente y atacando a Sarah y Oliver. Sin embargo, el mejor final ocurre cuando Paul somete sin letalidad a todos los animales infectados y extrae sus parásitos, crea la toxina y hace que Sarah se la inyecte a Oliver antes de dárselo de comer a su madre. Tras sobrevivir a la noche, Paul toma el auto deportivo de Oliver para regresar con su familia mientras Sarah expone los experimentos ilegales y poco éticos que se llevan a cabo en el Zoológico de Pine Valley.

## Recepción

### Lanzamiento
Zoochosis recibió atención por su ambientación y concepto de terror únicos. Edwin Evans-Thirwell de Rock Paper Shotgun elogió el juego como un "homenaje abierto a La Cosa ".  PCGamesN lo comparó con " Resident Evil se encuentra con Planet Zoo ",  mientras que Dread Central describió el juego como " La Cosa se encuentra con un zoológico". 